# Micoparasitisme

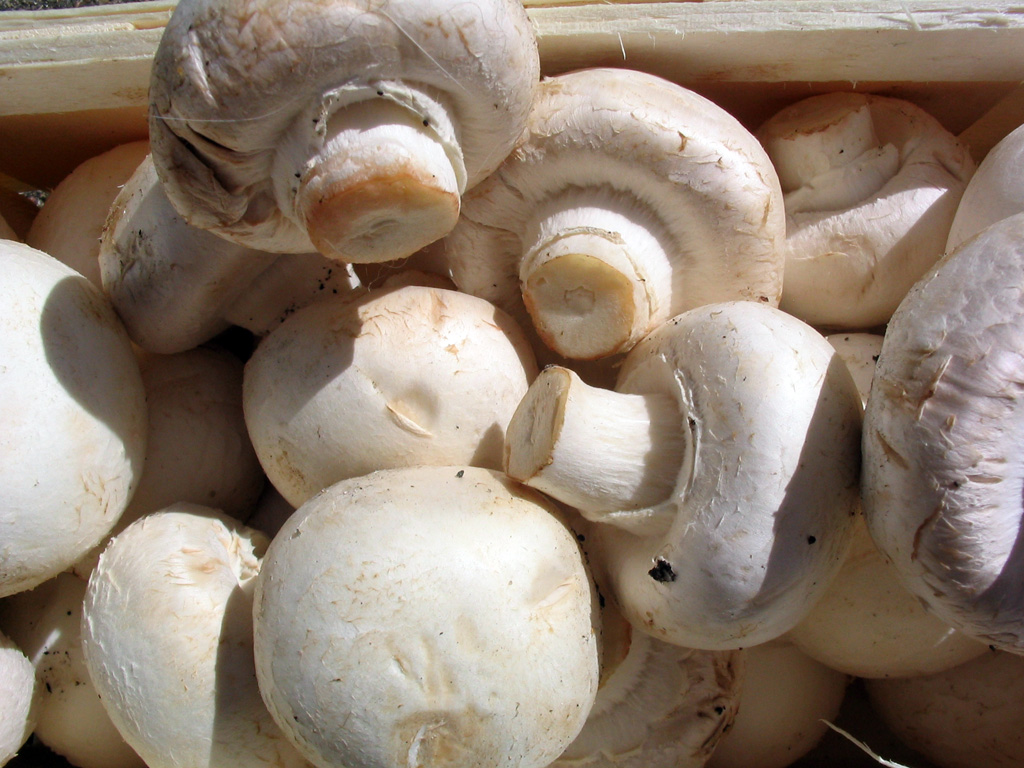
Els xampinyons cultivats poden tenir malalties provocades pel micoparasitisme d'altres fongs

El micoparasitisme, fongs que parasiten altres fongs, és freqüent en macromicets (bolets) silvestres, ocasionat per alguns gèneres de fongs Deuteromycetes, Ascomycetes o Basidiomycetes. Sovint es presenta com un seriós problema en la indústria de cultiu de fongs, cosa que provoca greus pèrdues econòmiques.
El micoparasitisme pot ser amb fongs necreotròfics (que maten el teixit per després alimentar-se'n o biotròfics que s'alimenten de teixits vius.
Entre els fongs micoparàsits necrotròfics es troben els del gènere Trichoderma. Els fongs necrotròfics poden ser molt destructius pels fongs que parasiten.
Els fongs micoparàsits biotròfics són menys destructius per al seu hoste i romanen actius sempre que el seu hoste sigui actiu. Un sistema d'aquest tipus de micoparasitisme és utilitzant els haustoris per xuclar els teixits de l'hoste. L'espècie Harzia verrucosa és un exemple de fong micoparàsit biotròfic.

En el cas del xampinyó cultivat (Agaricus bisporus) s'ha trobat parasitat per fongs tant els que pertanyen als deuteromicets (Cladobotryum mycetophilum, Mycogone perniciosa, Sepedonium ampulosporum) com els que pertanyen als ascomicets (Apiocrea hyalina i Hypomyces macrosporus).